# DragonForce
DragonForce er et engelsk power metal band dannet i London i 1999. Gruppen er kendt for deres hurtige guitar soloer, fantasyinspirerede tekster og for deres musik med elektroniske lydeffekter.
DragonForce har udgivet otte studiealbums, to livealbums, et opsamlignsalbum, en live DVD og en demo. Deres tredje album, Inhuman Rampage (2005), fik en guldcertificering af Recording Industry Association of America (RIAA) og British Phonographic Industry (BPI); førstesinglen, "Through the Fire and Flames", er deres bedst kendte sang, og den har været brugt i adskillige computerspil, heriblandt Guitar Hero III: Legends of Rock. Førstesinglen fra deres fjerde album, "Heroes of Our Time", blev nomineret til en Grammy Award i 2009. DragonForce er blevet omtalt som en af "fire store" power metal-bands sammen med Helloween, Blind Guardian, og Sabaton.

## Historie
DragonForce blev dannet i 1999 af Herman Li og Sam Totman, der kendte hinanden fra heavy metal bandet Demoniac. I starten hed bandet DragonHeart og i 2000 indspillede de deres første demo ved navn Valley Of The Damned. Herefter valgte bandet at at skifte navn for ikke at skabe reklameproblemer med det brasilianske band Dragonheart.
Deres første sange blev udgivet på det gamle mp3.com og i 2003 udgav de albummet Valley of the Damned, hvor fra singlen ved samme navn blev downloadet over 500.000 gange i de første få måneder den var online.[kilde mangler]
Trommeslageren på til Valley of the Damned var Tommy Hansen fra Jail House Studios i København. To af medlemmerne, Steve Williams og Steve Scott forlod bandet og dannede et nyt band ved navn PowerQuest, hvor forsangeren fra DragonForce, ZP Theart flere gange har været gæstevokalist. Sam Totman startede i 2002 et sideprojekt med ZP Theart ved navn Shadow Warriors.
I 2004 udgav de albummet Sonic Firestorm som blev deres egentlige gennembrud som power metal band.[kilde mangler] I 2006 spillede de ved Ozzfest og udgav albummet Inhuman Rampage. Singlen og første sang på albummet "Through the Fire and Flames" kom i 2007 med på spillet Guitar Hero III: Legends Of Rock.
I 2007 spillede bandet også ved Download Festival i England.
Efter at have været med i Guitar Hero solgte bandet flere albums end nogensinde og deres popularitet steg voldsomt.[kilde mangler] "Through the Fire and Flames" blev bandets mest populære sang.[kilde mangler]
I 2008 udgav bandet Ultra Beatdown, hvor fra den første single, "Heroes of Our Time" blev nomineret til en Grammy for "Best Metal Performance".[kilde mangler] Sangen bliver brugt i spillet Skate 2.
Den 22. januar 2009 udkom deres nyeste musikvideo for deres anden single fra Ultra Beatdown "The Last Journey Home".
Den 24. februar 2009 besøgte DragonForce Danmark i Store Vega, København.
I Maj 2009 gik DragonForce på turné i Latinamerika hvor de spillede i Mexico City, Monterrey, Santiago, Buenos Aires, Bogotá, Porto Alegre, Curitiba og São Paulo.
I marts 2010 valgte ZP Theart at forlade bandet.

## Medlemmer
| Nuværende medlemmer - Marc Hudson – forsanger (2011–i dag) - Herman Li – guitar, sang (1999–i dag) - Sam Totman – guitar, sang (1999–i dag) - Frédéric Leclercq – bas, sang (2005–i dag) - Vadim Pruzhanov – keyboard, keytar, synthesizer, theremin, sang (2001–i dag (på pause)) - Gee Anzalone – trommer, percussion (2014–i dag) | Tidligere medlemmer - ZP Theart – forsanger (1999–2010) - Steve Scott – bas, sang (1999–2000) - Diccon Harper – bas, sang (2000–2002) - Adrian Lambert – bas, sang (2002–2005) - Steve Williams – keyboard, keytar, sang (1999–2000) - Matej Setinc – trommer, percussion (1999) - Didier Almouzni – trommer, percussion (1999–2003) - Dave Mackintosh – trommer, percussion (2003–2014) |

## Diskografi
- Valley of the Damned (2003)
- Sonic Firestorm (2004)
- Inhuman Rampage (2006)
- Ultra Beatdown (2008)
- The Power Within (2012)
- Maximum Overload (2014)
- Reaching into Infinity (2017)
- Extreme Power Metal (2019)